# Lombardía
La Lombardía (en italiano: Lombardia; en lombardo: Lombardia o Lumbardéa) es una de las veinte regiones que conforman la República Italiana. Su capital y ciudad más poblada es Milán. Está ubicada en Italia noroccidental, limitando al norte con Suiza, al este con Trentino-Alto Adigio y Véneto, al sur con Emilia-Romaña y al oeste con Piamonte. Con 10 023 876 habitantes en 2017 es la región más poblada del país, con 23 861 km², la cuarta más extensa —por detrás de Sicilia, Piamonte y Cerdeña— y con 419 hab/km², la segunda más densamente poblada, por detrás de Campania. Asimismo es la cuarta entidad subnacional más poblada de la Unión Europea después de Renania del Norte-Westfalia, Baviera e Isla de Francia. Es la región italiana con la mayor renta per cápita.

## Etimología
La palabra Lombardía proviene de lombardo, que a su vez se deriva del latín tardío Longobardus, Langobardus. Se cree que su origen está en el proto-germánico *langaz + *bardaz; equivalente a larga barba; aunque también se ha propuesto que el segundo elemento deriva del proto-germánico *bardǭ, *barduz ("hacha"), relacionado con el alemán Barte ("hacha"); e incluso que toda la palabra proviene del proto-albanés *Lum bardhi ("río blanco") (similar a la forma moderna albanesa lum i bardhë).
Durante la Edad Media, "Lombardía" se refería al Regnum Langobardorum, un reino (cuya capital era Pavía) gobernado por los lombardos germánicos que habían controlado la mayor parte de Italia desde su invasión de la Italia bizantina en 568. La asimilación de ambos conceptos hace difícil determinar dónde acababa "Lombardía", y dónde empezaba "Italia". A mediados del siglo VIII, los lombardos gobernaban toda la península itálica, excepto los Estados Pontificios alrededor de Roma (la actual región de Lacio y el norte de Umbría), Venecia y algunas posesiones bizantinas en el sur (sur de Apulia y Calabria; algunos asentamientos costeros como Amalfi, Gaeta, Nápoles y Sorrento; Sicilia y Cerdeña). El Reino fue dividido entre Langobardia Maior en el norte y Langobardia minor en el sur, separados por el Exarcado de Rávena (aproximadamente Romaña y el norte de Marche, e inicialmente también Emilia y Liguria) hasta el siglo VIII; y más tarde por el Papado (que inicialmente también era parte del Exarcado).
A finales de la Edad Media, después de la caída de la parte norte del Reino a manos de Carlomagno, el término cambió para significar el norte de Italia. (Ver: Reino de Italia (Sacro Imperio Romano)); aunque usado también hasta alrededor de 965 en la forma Λογγοβαρδία (Longobardia) para designar al bizantino Thema de Langobardia, que cubre aproximadamente la Apulia moderna, territorio que habían recuperado al Ducado de Benevento.

## Emblemas

### Escudo
Descripción Heráldica: Una cruz curvilínea plateada en campo verde inclinada en sentido horario.
La denominada "Rosa Camuna" es una incisión rupestre que tallaron sobre las rocas de la Val Camonica (Provincia de Brescia, Lombardía) los Camunos, primitivos habitantes de esa zona hace más de 9000 años. La Región Lombardía creó su símbolo oficial inspirándose en dicho motivo. El emblema lombardo muestra la Rosa Camuna en color blanco sobre un fondo verde.

### Estandarte
El estandarte de la Región es un paño verde sobre el cual están pintados la Rosa Camuna en blanco y en marrón, el carracio, el gran carro que llevaba la cruz y las banderas en la batalla de Legnano, ganada por las Comunas Libres de la liga lombarda contra el emperador Federico Barbarroja en 1176.

### Bandera
La bandera de la región lombarda, nunca adoptada oficialmente, fue diseñada en 1975 por Pino Tovaglia, Bob Noorda, Roberto Sambonet e Bruno Munari y representa la estilización de la rosa camuna.

## Geografía física

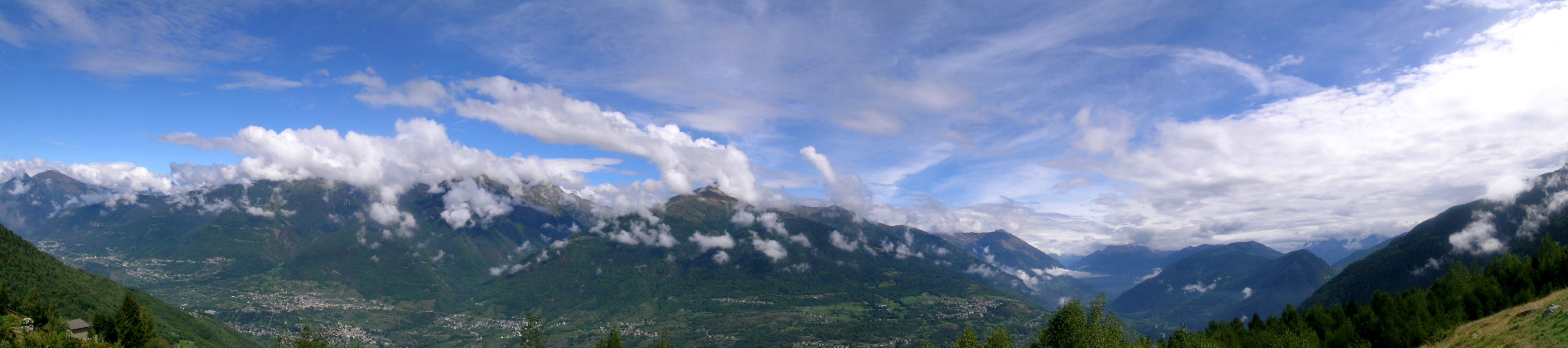
Una vista de la Valtellina.

Su territorio ocupa una superficie de 23 861 km². Lombardía, geográficamente, puede dividirse en tres zonas: una zona montañosa al norte, una de colinas en el centro y una zona llana al sur, que se diferencia a su vez en Alta (altas llanuras) y Baja (bajas llanuras).
La más importante zona montañosa es una zona alpina que incluye los Alpes Lepontinos y los Alpes Réticos, (Pizzo Zupò, 3996 m), los Prealpes Bergamascos, los macizos de Ortles y Adamello-Presanella; le siguen las faldas de la montaña alpina conocida como Prealpes, lo que incluye los picos principales del grupo Grigna (2410 m), Resegone (1875 m) y Presolana (2521 m). Los grandes lagos lombardos, todos de origen glaciar, quedan en esta zona. Al sur de los Alpes quedan las colinas caracterizadas por una sucesión de bajas alturas de origen morrénico, formadas durante la última Edad de Hielo y pequeñas mesetas escasamente fértiles, con típicos brezales y bosques de coníferas. Un área montañosa menor queda al sur del Po, en la cadena de los Apeninos.

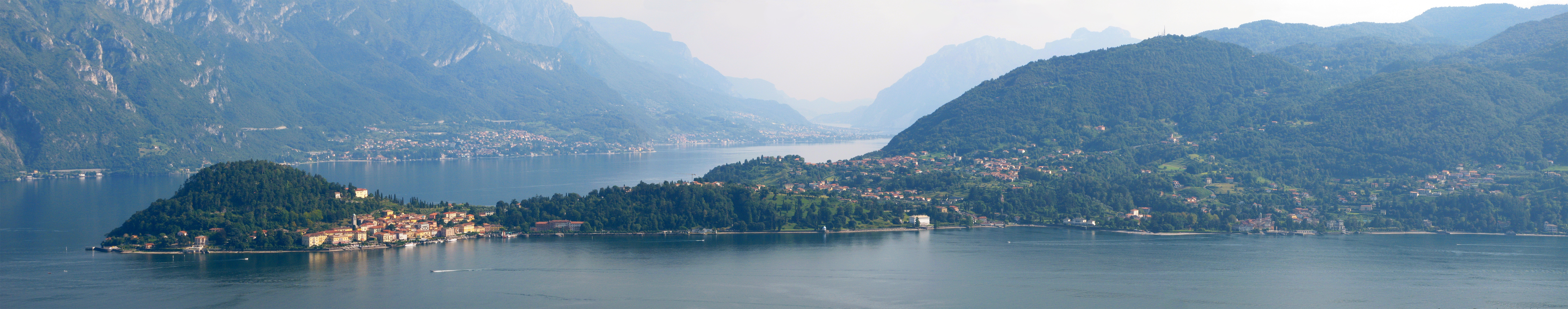
Bellagio, a orillas del lago Como.

Las llanuras de Lombardía, formadas a partir de depósitos aluviales, pueden dividirse en —Alta— un terreno permeable superior en el norte, y una zona baja caracterizada —la Bassa— por la así llamada línea de fontanili (las aguas de manantial que surgen en terreno impermeable). Anómalos en comparación con las tres distinciones ya realizadas en la pequeña región del Oltrepò Pavese, formado por las colinas de los Apeninos más allá del río Po.
El Po es el mayor de los numerosos ríos que recorren el territorio lombardo, entre los principales: el Adda, que sale del lago Como, el Oglio que sale del lago Iseo, el Mincio que sale del lago Garda, y el Ticino, que sale del lago Mayor, todos ellos afluentes del Po. Otros son: el Olona y el Lambro. Hay una amplia red de canales con el propósito de irrigación.
En la zona de los Prealpes se encuentran los grandes lagos glaciares, que son, de oeste a este: el lago Mayor, lago de Lugano (sólo una pequeña parte es italiana), lago Como, lago Iseo, lago Idro, y el lago Garda, el más grande de los italianos.
En las llanuras, muy cultivadas desde hace siglos, poco queda del medio original. Son raros los bosques de olmos, los alisos, sicómoros, álamos, sauces, carpes y brezos que están cubiertos hoy por varias áreas protegidas. En la zona de los grandes lagos, sin embargo, crecen olivos, cipreses y alerces, así como variedades de flora subtropical como las magnolias, las azaleas o las acacias. La zona de montaña se ve caracterizada por la vegetación típica de toda la cadena de los Alpes italianos. A niveles inferiores (hasta aproximadamente 1100 m s. n. m.) crecen bosques de robles o árboles de hoja ancha; en las laderas montañosas (hasta 2000-2200 m s. n. m.) crecen hayas en los límites inferiores, con bosques de coníferas más adelante. Arbustos como el rododendro, pinos enanos y enebros son originarios de la zona de cumbres (más allá de los 2200 m).

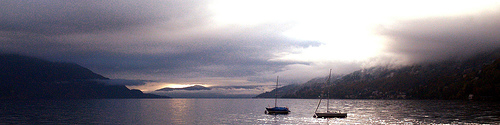
Una vista del lago Mayor.

El clima de esta región es continental, aunque con variaciones que dependen de la altitud o la presencia de aguas interiores. La naturaleza continental se ve más acentuada en las llanuras, con altos cambios de temperatura anuales (en Milán una temperatura media en enero es 1,5 °C y 24 °C en julio), y espesas nieblas entre octubre y febrero. Los lagos de la zona prealpina ejercitan una influencia moderadora, permitiendo el cultivo de productos típicamente mediterráneos (olivos, cítricos). En la zona alpina, el suelo de valle es relativamente suave en contraste con las zonas más altas y frías (Bormio, 1225 m, -2,4 °C de media en enero, 17,3 °C en julio). Las precipitaciones son más frecuentes en la zona prealpina (hasta 1500-2000 mm anualmente) que en las llanuras y las zonas alpinas (600 mm a 850 mm anualmente). Las numerosas especies de flora endémica (las especies nativas de Lombardía), típica principalmente de la zona del lago Como, incluye algunas clases de saxífragas, el ajo lombardo. La Lombardía cuenta con muchas áreas protegidas: las más importantes son el parque nacional del Stelvio (el parque natural más grande de Italia), con una vida silvestre típicamente alpina: ciervos, corzos, cabras, rebecos, zorros, armiños y también águilas reales; y el parque natural lombardo del Valle del Ticino, instituido en 1974 en el lado lombardo del río Tesino para proteger y conservar uno de los últimos grandes ejemplos de bosque fluvial en Italia septentrional.

## Historia

### Antigüedad

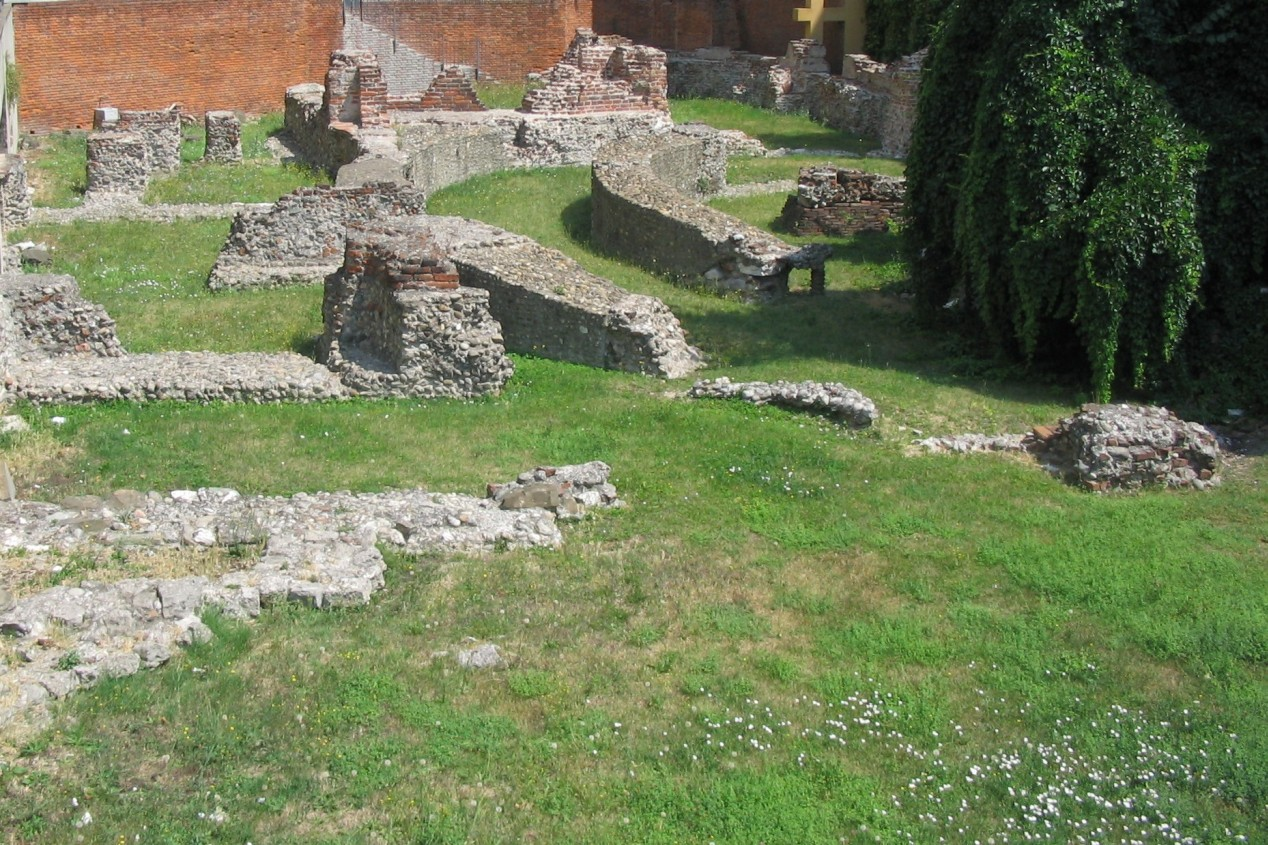
Restos del palacio imperial de Mediolanum. Fue un gran complejo con varios edificios, jardines, para la vida privada y pública del emperador, para su corte, familia y burocracia imperial.

Distribución diacrónica de los pueblos celtas:
núcleo del territorio Hallstatt, en el siglo VI a. C.
máxima expansión celta, 275 a. C.
Área lusitana de Iberia donde la presencia celta es insegura
las "seis naciones celtas" que conservaron significativas cantidades de hablantes celtas hasta principios de la Edad Moderna
áreas donde los idiomas celtas siguen hablándose ampliamente

La zona de lo que es la actual Lombardía estuvo habitada al menos desde el ii milenio a. C., tal como lo atestiguan los hallazgos arqueológicos de cerámica, flechas, hachas y piedras talladas. En los siglos siguientes estuvo habitada primero por algunas tribus etruscas, quienes fundaron la ciudad de Mantua y dispersaron el uso de la escritura; más adelante, a partir del siglo V a. C., la zona fue invadida por pueblos de origen celta. Este pueblo fundó varias ciudades (incluyendo Milán) y extendieron su gobierno hasta el mar Adriático. Su desarrollo se vio detenido por la expansión romana en el valle del Po desde el siglo III a. C. en adelante: después de siglos de lucha, en el año 194 a. C. toda la zona de lo que hoy es Lombardía se convirtió en una provincia romana con el nombre de Galia Cisalpina ("Galia de la parte de acá de los Alpes"). La cultura romana y su lenguaje abrumaron a la anterior civilización en los años siguientes; posteriormente, en el siglo I a. C., Lombardía, al igual que toda la Galia Cisalpina, dejó de ser una provincia y fue definitivamente y jurídicamente anexada al territorio de Italia y encuadrada como una de las once regiones de la Italia romana: la Regio XI Transpadana, convirtiéndose en una de las zonas de Italia más desarrolladas y ricas con la construcción de un amplio dispositivo de calzadas y el desarrollo de la agricultura y del comercio. Entre las mayores ciudades de la época: Milán, Pavía, Brescia, Bérgamo y Mantua. Figuras importantes como Plinio el Viejo (en Como) y Virgilio (en Mantua) nacieron aquí. A finales de la antigüedad el papel estratégico de Lombardía se vio enfatizada cuando Mediolanum (Milán) se convirtió en capital del Imperio de Occidente. Aquí, en el año 313 d. C., el emperador Constantino emitió el famoso edicto que dio libertad de confesión a todas las religiones dentro del Imperio.

### Edad Media

Italia después de las conquistas de Liutprando.

Durante y después de la caída del Imperio romano de Occidente, la Lombardía padeció intensamente la destrucción provocada por una serie de invasiones bárbaras (hunos y ostrogodos). Después de 540, Pavía se convirtió en la capital permanente del Reino Ostrogodo, sede fija de la corte y el tesoro real. La última y más efectiva de las invasiones fue la de los lombardos, o longobardos, quienes llegaron alrededor de los años 570. Se establecieron en la región, y de ellos tomó el nombre de Langobardia. Establecieron su capital en Pavía. Hubo una relación cercana entre las noblezas franca, bávara y lombarda durante muchos siglos. Después de las luchas iniciales, las relaciones entre los pueblos lombardos y los pueblos de habla latina mejoraron. Al final, el idioma lombardo y su cultura asimilaron la cultura latina, dejando evidencia en muchos nombres, el código legal y las leyes, entre otras cosas. El final del gobierno lombardo vino en el año 774, cuando el rey franco Carlomagno conquistó Pavía y anexionó a su imperio el Reino de Italia (algunas regiones italianas nunca estuvieron bajo el dominio lombardo, como Lacio, Cerdeña, Sicilia, Calabria, Nápoles y el sur de Apulia).

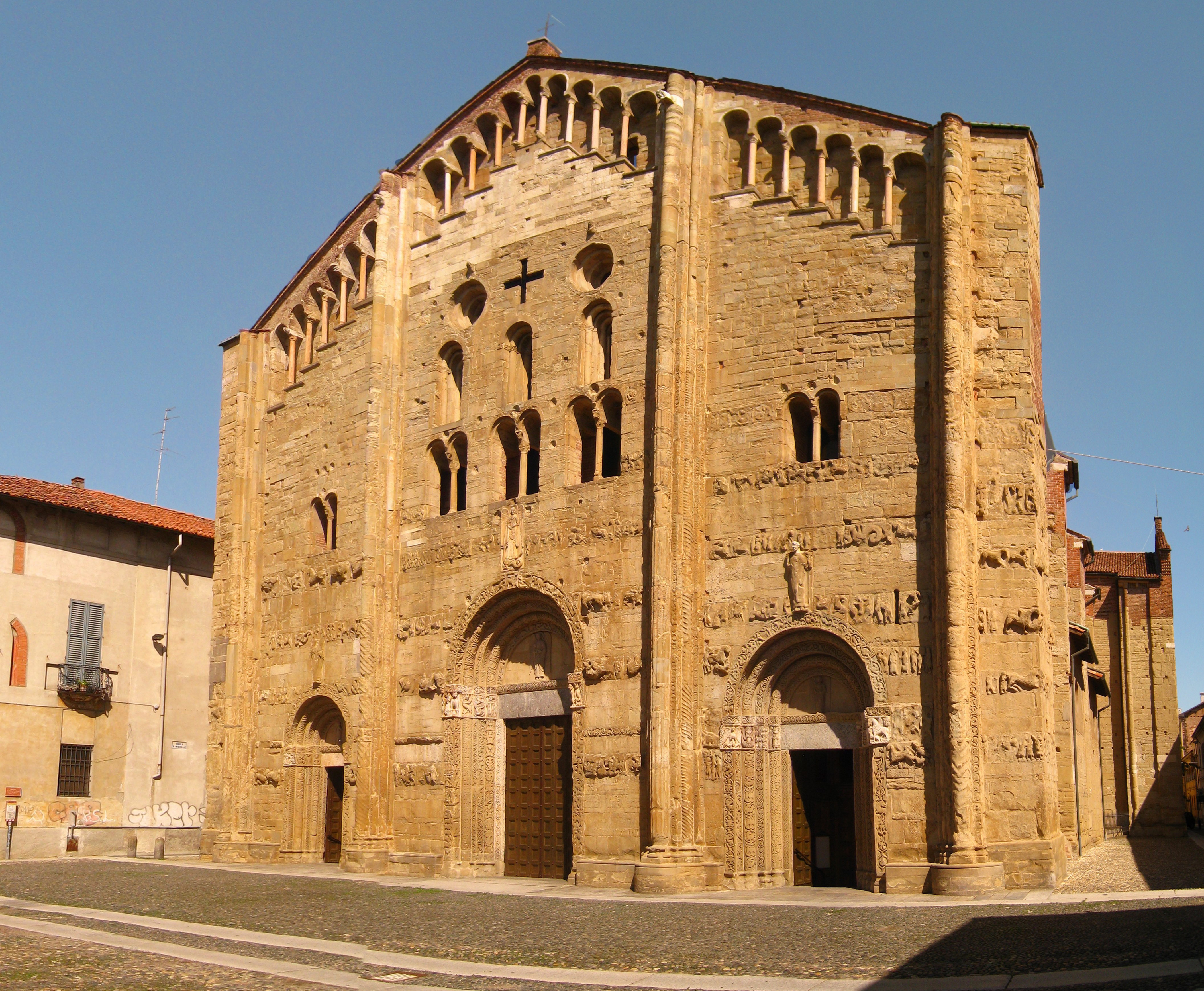
Basílica de San Miguel de Pavía donde fueron coronados casi todos los reyes de Italia hasta Federico Barbarroja.

Los anteriores duques y nobles lombardos fueron reemplazados por otros vasallos alemanes, príncipes-obispos o marqueses. El siglo XI, Lombardía, aunque formalmente bajo el dominio del Sacro Imperio Romano Germánico, está incluida en el reino de Italia, del cual Pavía siguió siendo la capital hasta 1024, marcó un punto significativo en la economía de la región, debido al comercio mejorado y, principalmente, las condiciones agrícolas. En un sentido similar a otras zonas de Italia, esto llevó a una creciente conciencia propia de las ciudades, cuya creciente riqueza las hizo capaces de desafiar el poder supremo feudal tradicional, representado por los emperadores alemanes y sus legados locales. Entre las más importantes comunas estaban Milán, Brescia, Como, Pavía y Mantua, en luchas perennes entre sí y contra el emperador Federico Barbarroja, al que consiguieron vencer en Legnano en 1176, reunidas en la Liga Lombarda. En los siglos XII y XIII, cuando diferentes Ligas Lombardas se formaron por ciudades aliadas de Lombardía, normalmente lideradas por Milán, consiguieron derrotar al emperador Federico I Hohenstaufen en Legnano, y su nieto Federico II, en Parma.

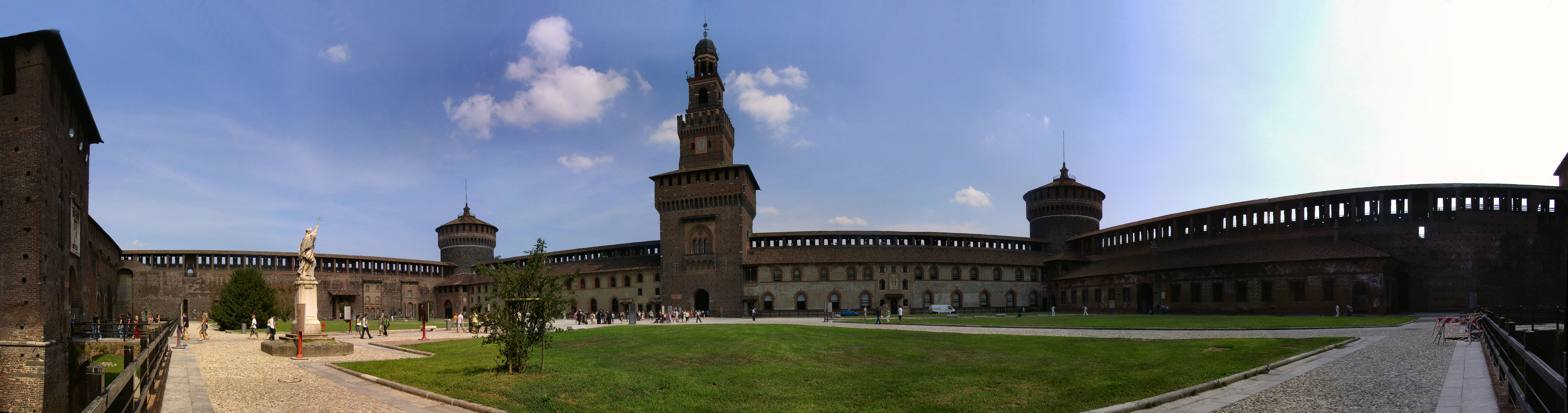
Castillo Sforzesco en Milán, residencia de los duques de Milán.

Esto no impidió que otros importantes centros lombardos, como Cremona (entonces rivalizando con Milán en tamaño y riqueza) y otros, apoyaran el poder imperial si esto pudiera garantizarles una ventaja inmediata. Aprovechando el florecimiento de la agricultura, la región alrededor del río Po, junto con Venecia y Toscana, siguió expandiendo su industria y comercio hasta que se convirtió en el centro económico de toda Europa. La clase emprendedora de las comunas extendieron su comercio y actividades de banca hasta el norte de Europa: "Lombard" designó al comerciante o banquero que venía del norte de Italia, como puede verse, por ejemplo, en la Lombard Street de Londres. El nombre "Lombardía" pasó a designar todo el norte de Italia hasta el siglo XV e incluso después.
Desde el siglo XIV en adelante, la inestabilidad creada por las luchas incesantes internas y externas entre las familias más potentes de la región llevaron al final a la creación de nobles señorías, y de entre ellas sobresalió la señoría de los Visconti (luego Sforza), indudables dominadores de la política y de la vida lombarda hasta el Renacimiento. También destacaron los Gonzaga en Mantua. En el siglo XV el Ducado de Milán fue una gran fuerza militar, económica y política a nivel europeo. Milán y Mantua se convirtieron en dos centro del Renacimiento cuya cultura, con hombres como Leonardo da Vinci y Mantegna, y piezas de arte fueron altamente consideradas (por ejemplo, la obra de Leonardo da Vinci, La Última Cena). Esta riqueza, sin embargo, atrajo los entonces más organizados ejércitos de potencias nacionales como Francia y Austria, que se engancharon en una larga batalla por Lombardía a finales del siglo XV y principios del XVI. Sucesivamente los franceses y los españoles tomaron posesión del Milanesado, parte de Lombardía.

### Edad Moderna

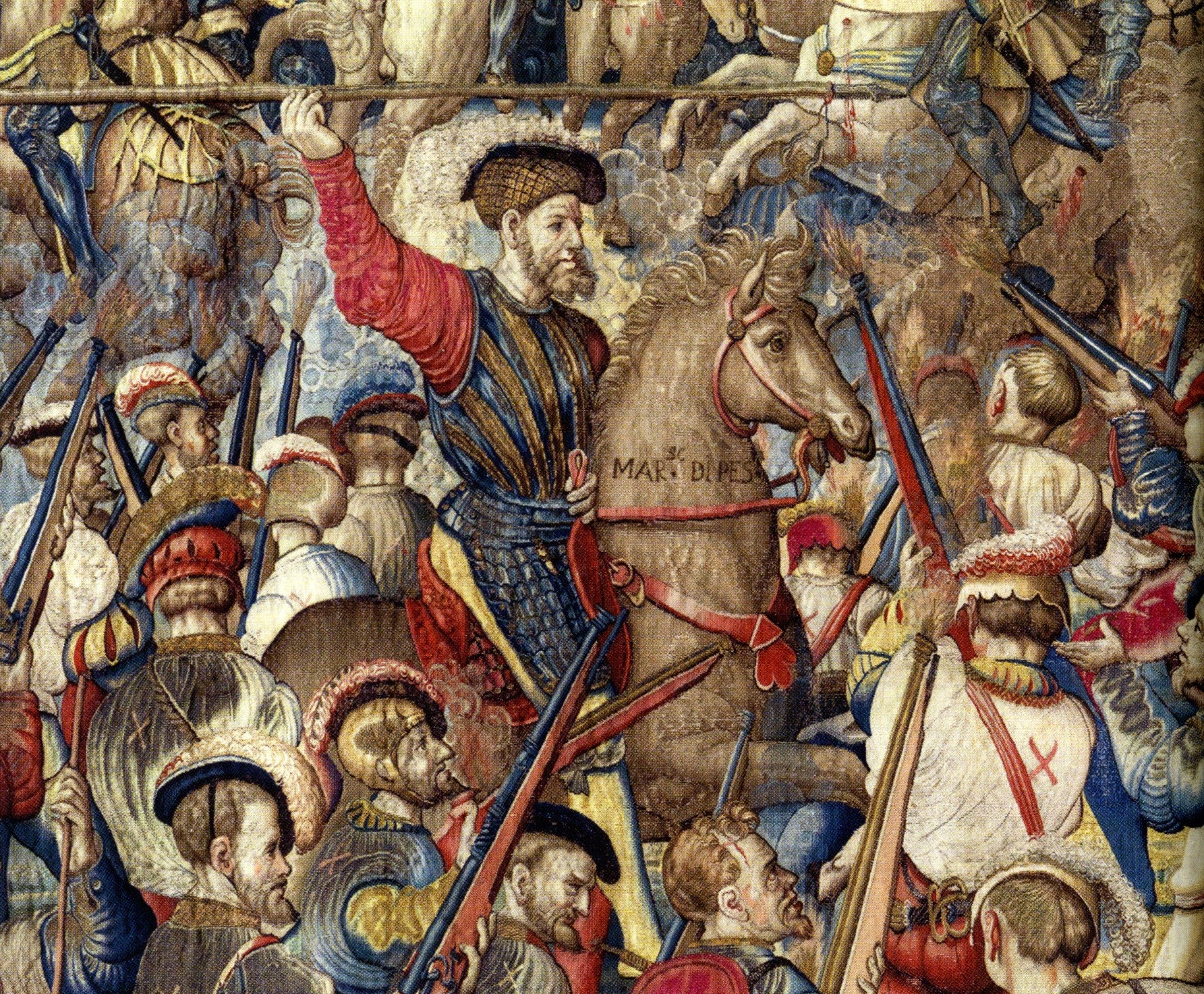
La batalla de Pavía en 1525 sancionó el control de Carlos I sobre el Ducado de Milán.

Después de la decisiva Batalla de Pavía, de 1535, el Ducado de Milán se convirtió en una posesión del imperio de Carlos V, luego unida al Reino de España de su hijo Felipe II y finalmente al de los Habsburgo de Austria en 1706. Los nuevos gobernantes hicieron poco por mejorar la economía de Lombardía, en lugar de ello impusieron una creciente serie de impuestos para financiar la serie infinita de guerras europeas.
La parte oriental de la moderna Lombardía, con ciudades como Bérgamo y Brescia, estaba bajo la República de Venecia, que empezó a extender su influencia en la zona desde el siglo XIV en adelante (véase también Guerras italianas). Las pestes (como la del año 1628/1630, descrita por Alessandro Manzoni en su obra Los novios) y las condiciones generalmente en declive de la economía italiana en los siglos XVII y XVIII detuvieron el ulterior desarrollo de la Lombardía.
Desde 1706 formó parte del Imperio austríaco, que introdujo algunas medidas económicas y sociales que garantizaron cierta recuperación. Sin embargo, su gobierno se vio aplastado a finales del siglo XVIII por los ejércitos franceses cuando Napoleón Bonaparte constituyó la República Cisalpina (1797).

En el año 1815 la restauración austriaca, en la forma de un estado títere llamado Reino de Lombardía-Venecia, tenía sin embargo que combatir con los nuevos ideales sociales introducidos por la época napoleónica. Lombardía se convirtió en uno de los centros intelectuales que llevaron a la unificación italiana. Las ansias patrióticas de liberación culminaron en las Cinco Jornadas de Milán (1848) y en la expulsión del mariscal Radetzky de la ciudad. Su represión llevó a una renovación del gobierno austriaco. 

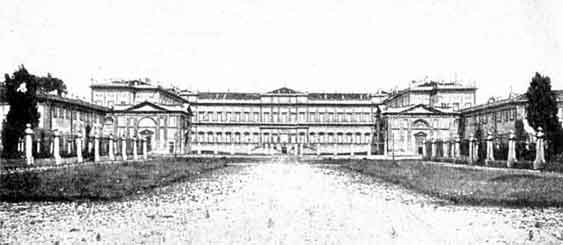
Imagen histórica de Villa real de Monza, residencia de verano oficial de los virreyes austriacos de Lombardía-Venecia.

 Esto llegó a un final decisivo cuando, en 1859, el ejército piamontés y las tropas garibaldinas anexionaron Lombardía al Reino de Italia como resultado de la segunda guerra de independencia italiana. Lombardía logró su forma territorial actual añadiendo el Oltrepò Pavese (anteriormente la parte meridional de la provincia de Novara) a la provincia de Pavía. A mediados del siglo XIX, Lombardía formó parte del Reino de Italia y en el siglo XX, tras la derrota de las potencias del Eje en la II Guerra Mundial, Lombardía pasó a ser la región más rica e industrializada de Italia.
En el año 2020 la región lombarda se convirtió en el principal foco de coronavirus (COVID-19) del continente europeo, llegando a provocar decenas de miles de contagiados, el colapso sanitario, miles de muertos y un gran parón económico jamás visto en décadas, desde casi prácticamente la II Guerra Mundial solamente en Italia. Además hizo de foco para otros países europeos (España, Alemania, Francia, entre otros) que desencadenó en más de 1 000 000 contagios únicamente en el continente europeo.

## Demografía

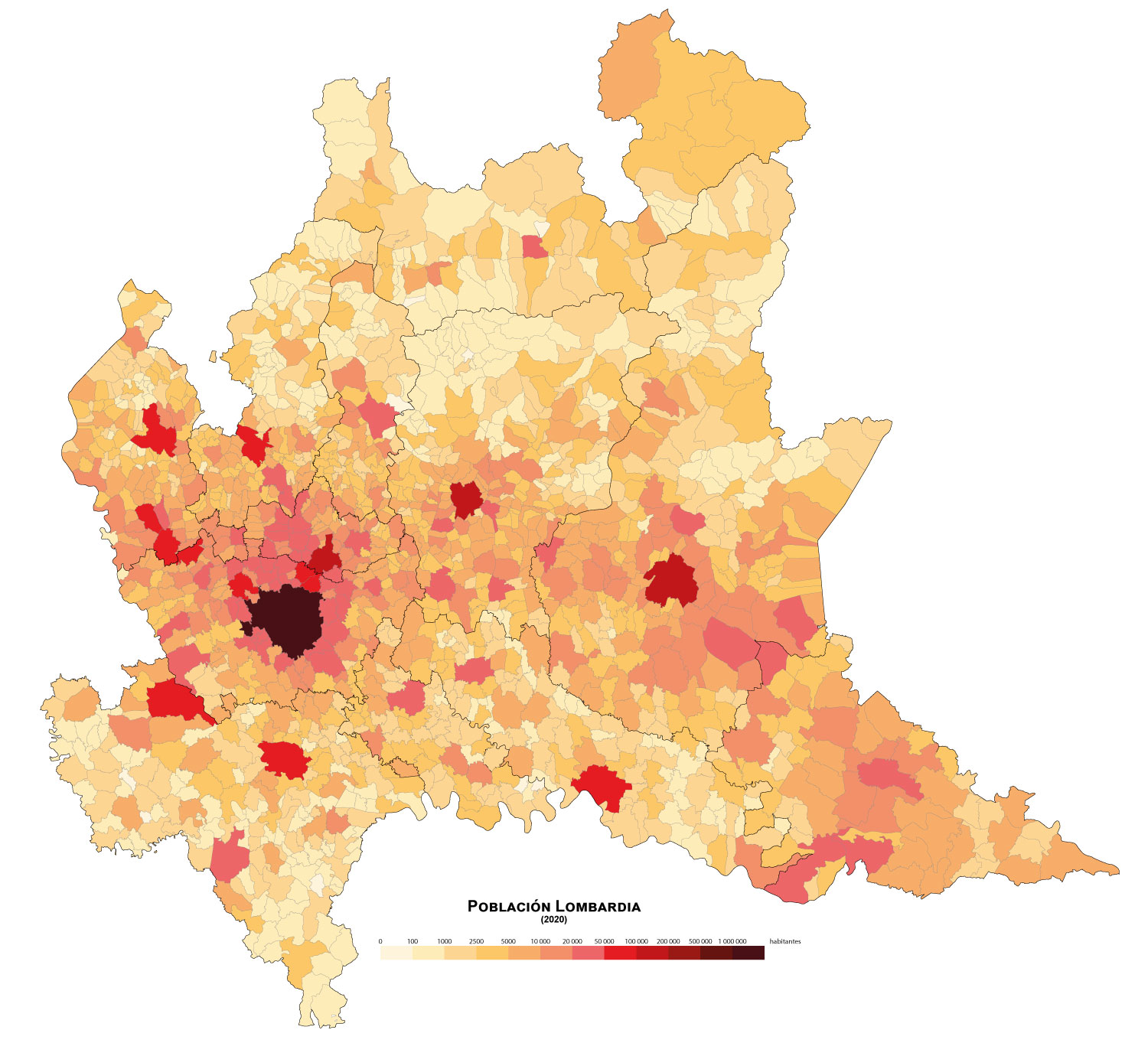
Población (2020)
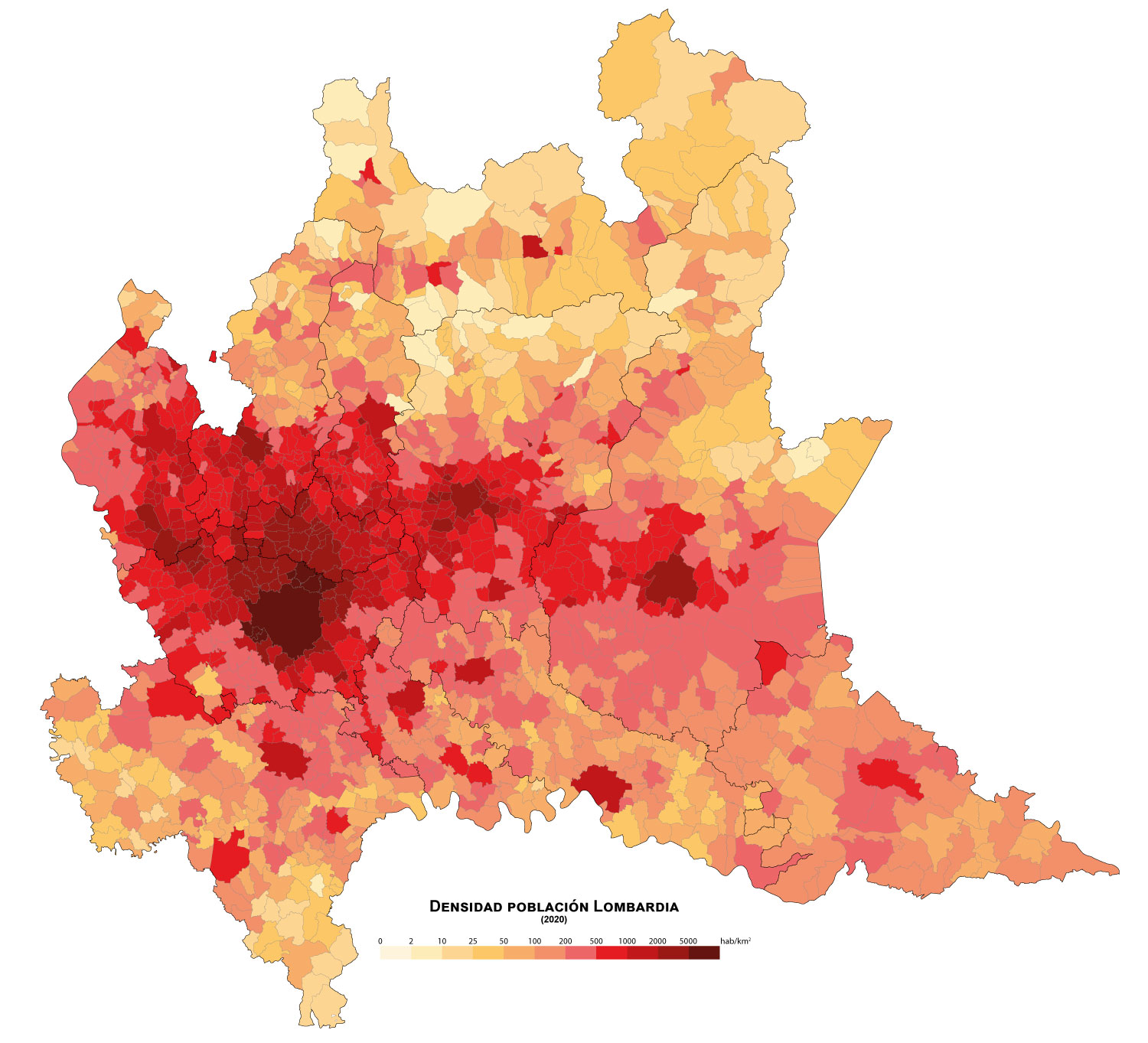
Densidad de población (2020)
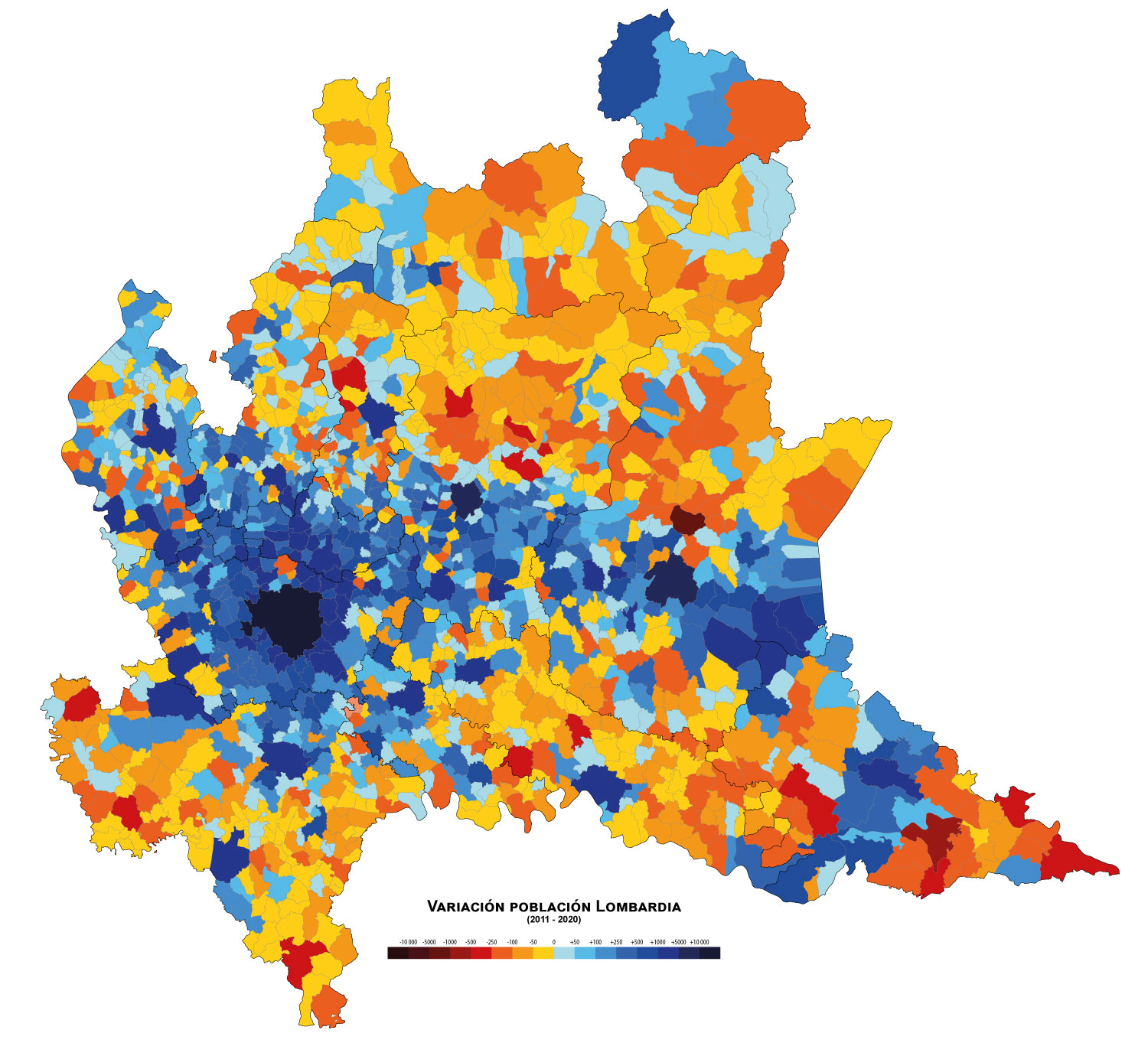
Variación de la población (2011-2020)

### Evolución demográfica histórica
En la actualidad, con alrededor de 10 millones de habitantes, Lombardia se convierte en la Región más poblada del país de entre las 20 regiones existentes de Italia.
| Población Histórica de la Región de Lombardia | Población Histórica de la Región de Lombardia | Población Histórica de la Región de Lombardia |
| Año                                           | Habitantes                                    | Fuente                                        |
| --------------------------------------------- | --------------------------------------------- | --------------------------------------------- |
| 1861                                          | 3 160 481                                     | Censo italiano de 1861                        |
| 1871                                          | 3 528 732                                     | Censo italiano de 1871                        |
| 1881                                          | 3 729 927                                     | Censo italiano de 1881                        |
| 1901                                          | 4 313 893                                     | Censo italiano de 1901                        |
| 1911                                          | 4 889 178                                     | Censo italiano de 1911                        |
| 1921                                          | 5 186 288                                     | Censo italiano de 1921                        |
| 1931                                          | 5 595 915                                     | Censo italiano de 1931                        |
| 1936                                          | 5 836 342                                     | Censo italiano de 1936                        |
| 1951                                          | 6 566 154                                     | Censo italiano de 1951                        |
| 1961                                          | 7 406 152                                     | Censo italiano de 1961                        |
| 1971                                          | 8 543 387                                     | Censo italiano de 1971                        |
| 1981                                          | 8 891 652                                     | Censo italiano de 1981                        |
| 1991                                          | 8 856 074                                     | Censo italiano de 1991                        |
| 2001                                          | 9 032 554                                     | Censo italiano de 2001                        |
| 2011                                          | 9 704 151                                     | Censo italiano de 2011                        |
| 2020                                          | 10 103 969                                    | Estimaciones del ISTAT                        |

La Región de Lombardía representa el 16,15 % de la población italiana, el 2 % de la población de la Unión Europea y ocupa el 7,9 % del territorio italiano, con una densidad de población de 402,5 hab./km² (frente a la media italiana de 196 hab,/km²), ocupando el segundo puesto solo por detrás de Campania, con una fuerte concentración en el área metropolitana de Milán y la zona del piedemonte alpino de las provincias de Varese, Como, Lecco, Monza y Brianza y Bérgamo, (1200 hab./km²), una densidad media inferior (250 hab./km²) en el valle del Po y los valles de Brescia inferior, y densidades mucho menores (menos de 60 hab./km²) en las áreas de montaña septentrionales y la subregión de Oltrepò Pavese meridional. La más poblada es la Ciudad metropolitana de Milán, seguida de las provincias de Brescia y Bérgamo, mientras que la menos poblada es la provincia de Sondrio. La población femenina (4 912 249 hab) constituye cerca del 51,15 % de la población regional; y la masculina (4 692 185 hab) el 48,85 %.
El crecimiento de la población regional fue particularmente sostenido en las décadas de 1950 y 1960, gracias a una prolongada expansión económica, altas tasas de natalidad y fuertes flujos de inmigración (especialmente de la Italia meridional).
La religión predominante es la católica; significativas minorías religiosas incluyen a los cristianos valdenses, protestantes y ortodoxos, así como judíos, sijs y musulmanes.

### Inmigración en Lombardia
La inmigración ha sido el factor que más ha influido en la demografía de esta región en el siglo XX. El aumento de más de 5 millones de habitantes, particularmente a partir del período de posguerra, se ha originado principalmente por la inmigración desde otras regiones italianas (del noreste y del sur). El equilibrio natural entre los nacimientos y las defunciones en ese período ha arrojado un índice negativo.
| Inmigrantes extranjeros viviendo en la Región de Lombardia | Inmigrantes extranjeros viviendo en la Región de Lombardia |
| Año                                                        | Cantidad                                                   |
| ---------------------------------------------------------- | ---------------------------------------------------------- |
| 2002                                                       | 378 507 inmigrantes                                        |
| 2003                                                       | 476 690 inmigrantes                                        |
| 2004                                                       | 594 279 inmigrantes                                        |
| 2005                                                       | 665 884 inmigrantes                                        |
| 2006                                                       | 728 647 inmigrantes                                        |
| 2007                                                       | 815 335 inmigrantes                                        |
| 2008                                                       | 904 816 inmigrantes                                        |
| 2009                                                       | 982 225 inmigrantes                                        |
| 2010                                                       | 1 064 447 inmigrantes                                      |
| 2011                                                       | 1 046 152 inmigrantes                                      |
| 2012                                                       | 1 028 663 inmigrantes                                      |
| 2013                                                       | 1 129 185 inmigrantes                                      |
| 2014                                                       | 1 152 320 inmigrantes                                      |
| 2015                                                       | 1 149 011 inmigrantes                                      |
| 2016                                                       | 1 139 463 inmigrantes                                      |
| 2017                                                       | 1 153 835 inmigrantes                                      |
| 2018                                                       | 1 181 772 inmigrantes                                      |

| Inmigrantes Extranjeros viviendo en la Región de Lombardia en 2018 por nacionalidad (según el Istituto Nazionale di Statistica ISTAT) | Inmigrantes Extranjeros viviendo en la Región de Lombardia en 2018 por nacionalidad (según el Istituto Nazionale di Statistica ISTAT) | Inmigrantes Extranjeros viviendo en la Región de Lombardia en 2018 por nacionalidad (según el Istituto Nazionale di Statistica ISTAT) | Inmigrantes Extranjeros viviendo en la Región de Lombardia en 2018 por nacionalidad (según el Istituto Nazionale di Statistica ISTAT) | Inmigrantes Extranjeros viviendo en la Región de Lombardia en 2018 por nacionalidad (según el Istituto Nazionale di Statistica ISTAT) | Inmigrantes Extranjeros viviendo en la Región de Lombardia en 2018 por nacionalidad (según el Istituto Nazionale di Statistica ISTAT) |
| Puesto | País | Cantidad | Puesto | País | Cantidad |
| --- | --- | --- | --- | --- | --- |
| 1° | Rumania | 176 582 | 51° | Argentina | 1 950 |
| 2° | Marruecos | 93 862 | 52° | Siria | 1 941 |
| 3° | Albania | 92 332 | 53° | Togo | 1 933 |
| 4° | Egipto | 85 887 | 54° | Portugal | 1 794 |
| 5° | China | 69 112 | 55° | Mauricio | 1 759 |
| 6° | Filipinas | 58 408 | 56° | Venezuela | 1 720 |
| 7° | Ucrania | 54 295 | 57° | Georgia | 1 706 |
| 8° | India | 47 409 | 58° | Corea del Sur | 1 656 |
| 9° | Perú | 42 882 | 59° | Tailandia | 1 595 |
| 10° | Pakistán | 40 280 | 60° | Grecia | 1 590 |
| 11° | Ecuador | 36 694 | 61° | Bielorrusia | 1 477 |
| 12° | Senegal | 33 983 | 62° | Hungría | 1 399 |
| 13° | Sri Lanka | 33 117 | 63° | Etiopía | 1 315 |
| 14° | Bangladés | 22 254 | 64° | Líbano | 1 275 |
| 15° | Moldavia | 21 335 | 65° | Bélgica | 1 240 |
| 16° | Túnez | 17 036 | 66° | Somalia | 1 141 |
| 17° | Nigeria | 16 113 | 67° | Lituania | 1 031 |
| 18° | Brasil | 14 310 | 68° | Afganistán | 1 001 |
| 19° | El Salvador | 12 870 | 69° | Eslovaquia | 995 |
| 20° | Ghana | 10 909 | 70° | República Checa | 890 |
| 21° | Bolivia | 10 383 | 71° | Austria | 873 |
| 22° | Bulgaria | 10 046 | 72° | Chile | 830 |
| 23° | Costa de Marfil | 9 394 | 73° | México | 828 |
| 24° | Kosovo | 8 400 | 74° | Benín | 796 |
| 25° | Rusia | 8 339 | 75° | Letonia | 756 |
| 26° | Polonia | 8 110 | 76° | Irlanda | 737 |
| 27° | Francia | 7 552 | 77° | Honduras | 665 |
| 28° | Turquía | 7 312 | 78° | Suecia | 655 |
| 29° | República Dominicana | 6 794 | 79° | República del Congo | 650 |
| 30° | España | 6 672 | 80° | Kenia | 633 |
| 31° | Alemania | 6 191 | 81° | Israel | 632 |
| 32° | Serbia | 5 595 | 82° | Sierra Leona | 514 |
| 33° | Reino Unido | 5 196 | 83° | Kazajistán | 474 |
| 34° | Cuba | 4 857 | 84° | Dinamarca | 473 |
| 35° | Colombia | 4 049 | 85° | Libia | 461 |
| 36° | Bosnia y Herzegovina | 3 822 | 86° | Jordania | 452 |
| 37° | Burkina Faso | 3 713 | 87° | Finlandia | 428 |
| 38° | Macedonia del Norte | 3 648 | 88° | Uruguay | 428 |
| 39° | Camerún | 3 227 | 89° | República Democrática del Congo | 410 |
| 40° | Irán | 3 030 | 90° | Sudán | 396 |
| 41° | Argelia | 11 159 | 91° | Irak | 390 |
| 42° | Gambia | 2 928 | 92° | Canadá | 378 |
| 43° | Croacia | 2 783 | 93° | Indonesia | 359 |
| 44° | Japón | 2 712 | 94° | Nepal | 357 |
| 45° | Mali | 2 557 | 95° | Guinea-Bisáu | 357 |
| 46° | Estados Unidos | 2 351 | 96° | Cabo Verde | 339 |
| 47° | Eritrea | 2 264 | 97° | Montenegro | 316 |
| 48° | Suiza | 2 240 | 98° | Australia | 305 |
| 49° | Guinea | 2 130 | 99° | Paraguay | 302 |
| 50° | Países Bajos | 1 967 | 100° | Estonia | 300 |

Durante las últimas dos décadas, Lombardía se convirtió en el destino de un gran número de inmigrantes internacionales, hasta el punto de que hoy más de un cuarto de todos los inmigrantes extranjeros en Italia viven en esta región. En el año 2008, el instituto nacional italiano de estadística ISTAT calculó que 815 335 inmigrantes nacidos en el extranjero vivían en Lombardía, igual a 8,4 % de la población total regional. Tanto en Lombardía como en el resto de Italia comienza hacia finales del siglo XX el flujo migratorio desde África, Asia, Sudamérica y Europa del Este.
La presencia humana en el territorio se caracteriza por un gran desequilibrio en tanto que se concentra fuertemente en el este piamontés en las provincias de Varese, Como, Lecco, Monza y Brianza, Milán y Bérgamo. Esta conurbación, que comprende a más de 6 millones y medio de habitantes, es llamada metafóricamente la ciudad infinita. La población alcanza su mayor densidad en la llanura. Lo que contrasta con la baja densidad de la zona alpina donde solo en los valles posee cierta importancia.

### Divisiones administrativas
Lombardía se divide en 1 Ciudad metropolitana y 11 Provincias:

| Área                          | Superficie (km²) | Habitantes | Densidad (hab./km²) |
| ----------------------------- | ---------------- | ---------- | ------------------- |
| Ciudad metropolitana de Milán | 1575             | 3 240 091  | 2057                |
| Provincia de Bérgamo          | 2723             | 1 109 933  | 407                 |
| Provincia de Brescia          | 4 784            | 1,262.487  | 263                 |
| Provincia de Como             | 1288             | 598 810    | 469                 |
| Provincia de Cremona          | 1772             | 362 141    | 204                 |
| Provincia de Lecco            | 816              | 340 810    | 417                 |
| Provincia de Lodi             | 782              | 229 082    | 292                 |
| Provincia de Mantua           | 2339             | 415 147    | 177                 |
| Provincia de Monza y Brianza  | 405              | 862 864    | 2130                |
| Provincia de Pavía            | 2965             | 548 326    | 184                 |
| Provincia de Sondrio          | 3212             | 182 480    | 56                  |
| Provincia de Varese           | 1199             | 887 997    | 740                 |

## Economía

### Actividades económicas
El producto interior bruto en Lombardía, igual a 390 461 millones de euros en 2018, se corresponde con más del 20% del PIB de Italia. Cuando esta medida es considerada por habitante, da como resultado un valor de 38 858 euros por habitante, que es más de un 30% más alto que la media nacional de 29 210 euros en 2018
El desarrollo de Lombardía ha sido marcado por el crecimiento del sector servicios desde los años ochenta, y en particular por el crecimiento de actividades innovadoras en el sector de los servicios a empresas y en crédito y servicios financieros. Al mismo tiempo, la fuerte vocación industrial de la región no ha padecido por ello. Lombardía permanece, de hecho, como la principal zona industrial del país. La presencia, y desarrollo, de un muy alto número de empresas pertenecientes al sector servicios representa una situación favorable para la mejora de la eficiencia del proceso productivo, así como para el crecimiento de la economía regional.

Esta región puede en términos generales ser dividida en tres áreas por lo que se refiere a la actividad productiva. Milán, donde el sector servicios supone el 65,3% del empleo; un grupo de provincias, Varese, Como, Lecco, Bérgamo y Brescia, altamente industrializadas, aunque en las dos últimas, en las llanuras, hay también un rico sector agrícola. Finalmente, en las provincias de Sondrio, Pavía, Cremona, Mantua y Lodi, hay una constante actividad agrícola, y al mismo tiempo un desarrollo por encima de la media del sector servicios. 

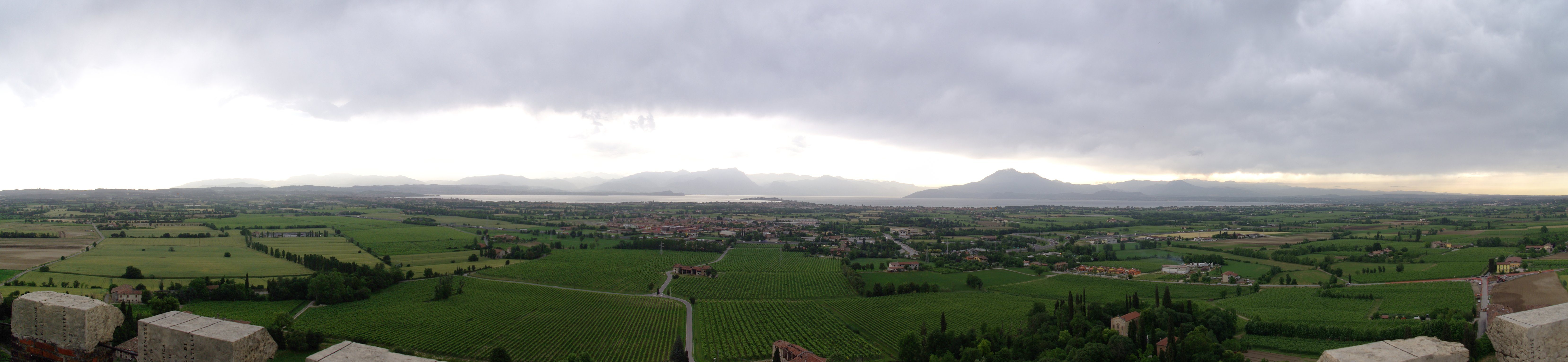
El campo cerca del lago Garda.

La productividad de la agricultura se ve apoyada por un bien desarrollado uso de fertilizantes y la tradicional abundancia de agua, impulsada desde la Edad Media por la construcción (parcialmente diseñada por Leonardo da Vinci) de una amplia red de sistemas de regadío. Las llanuras inferiores están caracterizadas por cosechas de heno, que se cosechan hasta ocho veces al año, cereales (arroz, trigo y maíz) y remolacha azucarera. La producción de las altas llanuras incluye cereales, hortalizas, frutales y moreras. Las áreas más altas, hasta los sectores de los Prealpes y los Alpes del norte, producen fruta y vinos. También se cría ganado vacuno (con la más alta densidad de Italia), cerdos y ovejas.
Tras un rápido declive en el PIB durante la recesión global del año 2009 que afectó intensamente la industria, la economía de Lombardía se predice que superará a la economía italiana con un crecimiento de entre el 1 y el 1,3 %. Solo Emilia-Romaña, el Lacio y la Toscana se espera que superen a la región en el año 2010. La recuperación del sector industrial es un factor importante, pero se calcula que será el sector servicios, y especialmente el sector financiero lo que llevará a la economía lombarda a una recuperación sostenida.

## Transportes

### Aeropuertos
Lombardía se encuentra servida por un gran terminal internacional, el Milano Malpensa (MXP), situado en la provincia de Varese y unido al centro de Milán a través del servicio ferroviario Malpensa Express además de diversas líneas de buses.
El aeropuerto de Linate (LIN), al contrario, recibe únicamente el tráfico nacional, europeo y de bajo costo. Se ubica al este de la ciudad de Milán. En Bérgamo se encuentra el aeropuerto de Milán-Bérgamo (BGY), que se utiliza principalmente para vuelos económicos, chárter y de carga. Finalmente, en Brescia, se encuentra el pequeño aeropuerto de Montichiari (VBS), dedicado al tráfico continental.
Conjuntamente, los cuatro aeropuertos atienden un tráfico que supera los 30 millones de pasajeros y representan el sistema aeroportuario más importante de Italia (en la zona lombarda se concentra la mayor parte del tráfico aéreo italiano).

### Servicio ferroviario
El Servicio Ferroviario Suburbano (Líneas "S"), compuesto por 13 líneas suburbanas, une gran parte del área metropolitana milanesa (Gran Milán) y otras importantes ciudades vecinas como Chiasso, Lecco, Varese, Novara, Pavía, Lodi etc.
El servicio está gestionado por Trenord. Las 13 líneas garantizan un tren cada media hora entre las 6:00 y las 0:30 del día siguiente durante todos los días del año.
El Servicio Ferroviario Regional ("R") gestionado por Trenitalia y Trenord conecta todas las principales ciudades de Lombardía y la región igualmente con la red ferroviaria nacional.
Las diversas redes de transporte están diferenciadas y son reconocibles gracias a los carteles luminosos que indican S o R, facilitando notablemente de esa manera el intercambio entre los distintos sistemas.

## Cultura
En Lombardía escasean los testimonios artísticos del período romano y estos se hallan concentrados sobre todo en Milán y en Brescia. En cambio, es muy importante el patrimonio de orfebrería paleocristiana y del Alto Medievo (Tesoro de Monza, Pluteos de Teodota, Altar de Vuolvinio en San Ambrosio de Milán, colección de Brescia). Los frescos de Santa María de Castelseprio, pertenecen al mismo periodo.
El arte lombardo del período románico tuvo extraordinario desarrollo y difusión sobre todo en el campo arquitectónico. Entre las mejores realizaciones de este período citaremos las basílicas de San Miguel Mayor, de San Pedro in Ciel d'Or y San Tedoro de Pavía, el baptisterio de Cremona, San Ambrosio de Milán, los numerosos castillos de la campiña lombarda, y los palacios públicos de Milán, Como, Pavia, Monza y Brescia.

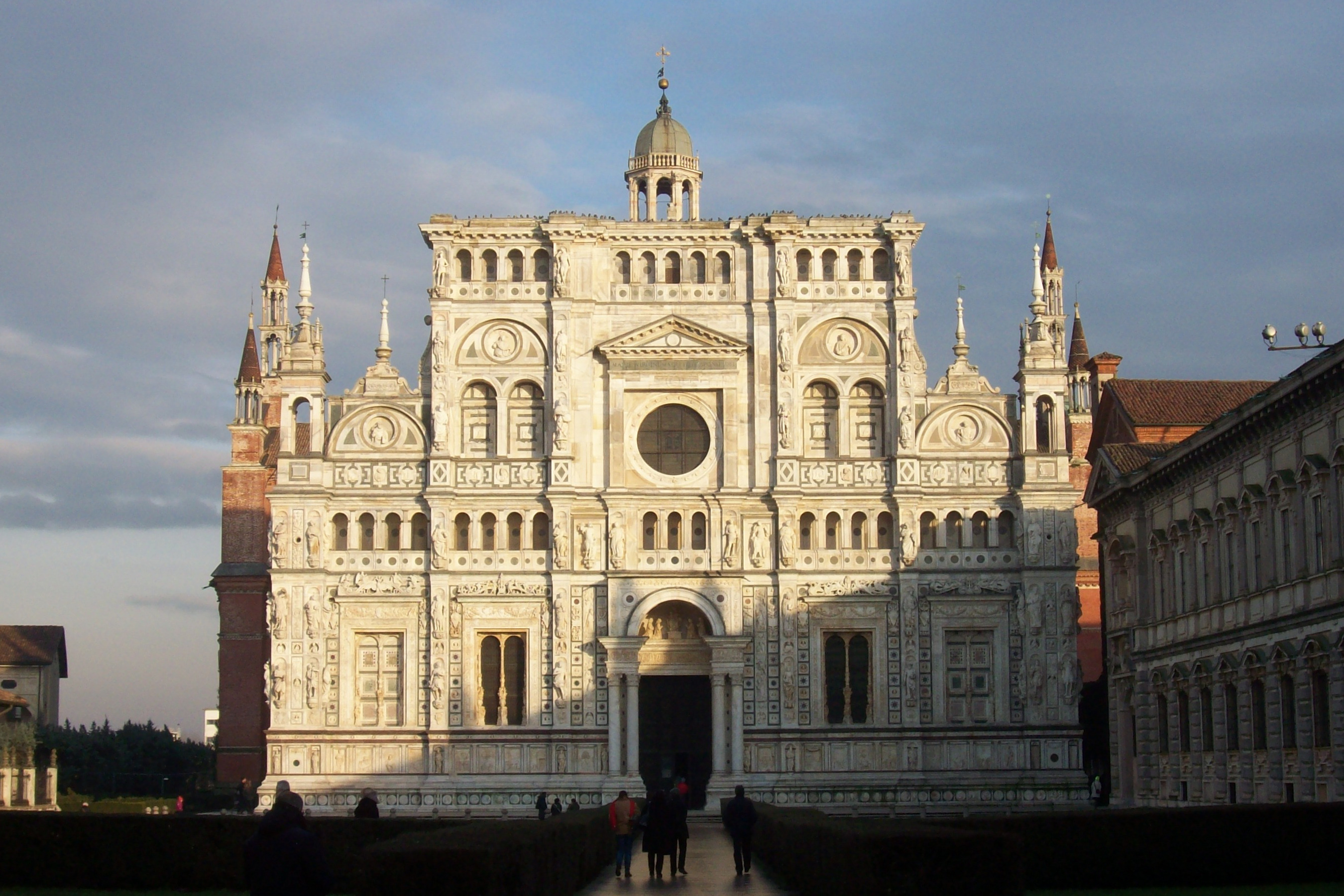
Cartuja de Pavia

La pintura en Lombardía tiene aspectos de particular interés sobre todo a partir del siglo XIV, con la obra de Giovanni da Milano y del miniaturista Giovannino de Grassi y en el siglo XV con los Bembo, los Zavaittari (en la catedral de Monza) y Vincenzo Foppa.
El florecimiento renacentista fue espléndido gracias a la actividad de los arquitectos Donato Bramante y Filarete en Milán y Leon Battista Alberti y Giulio Romano en Mantua.
Con respecto a la pintura es importante la obra de Bernardino Luini, de Boltraffio, de Ambrogio de Predis, de Lotto, de los brescianos Savoldo y Romanino y del bergamasco Moroni.
El barroco es el período de grandes y suntuosas villas, de palacios señoriales y del mayor pintor lombardo: Michelangelo de Caravaggio.

### Deporte
Lombardía es una de las regiones europeas con equipos que más victorias han alcanzado en lo que a deporte se refiere, habiendo conquistado los máximos trofeos continentales en diferentes disciplinas tanto en competiciones masculinas como femeninas.
Los principales clubes de fútbol son el AC Milan, que logró 19 títulos en la Serie A de Italia y siete en la Liga de Campeones de la UEFA y el Inter de Milán, que obtuvo 20 títulos de Serie A y tres Ligas de Campeones. El Derbi de Milán que disputan el Inter y el AC Milan es uno de los clásicos de fútbol más importantes de Europa. Otros equipos que han jugado en la Serie A han sido el Atalanta, el Brescia, la Cremonese, Mantova y el Monza.
En baloncesto, el Olimpia Milano ostenta el récord de títulos de Serie A, y el Varese se ubica segundo en el historial. Sin embargo, el principal rival de dichos equipos es el Cantù. Los equipos lombardos han logrado nueve títulos de Euroliga.
El Autódromo de Monza se lo considera la catedral de la velocidad del automovilismo europeo. Ha albergado el Gran Premio de Italia de Fórmula 1 desde la década de 1920, la Carrera de los Dos Mundos, los 1000 km de Monza del Campeonato Mundial de Resistencia, el Campeonato Mundial de Turismos y el Campeonato FIA GT.

## Hermanamientos
- Estado de Nuevo León, México
- Estado de Tlaxcala, México
- Región Ica, Ica
- Estado de Puebla, México